# سایمون هلبرگ
سایمون مکسول هلبرگ (به انگلیسی: Simon Maxwell Helberg) کمدین و بازیگر آمریکایی است که به خاطر بازی در نقش هاوارد والوویتز در سریال تئوری بیگ بنگ مشهور شده‌است.
از دیگر کار های او میتوان به بچه‌ننه، مدرسه قدیمی، محض اطلاع شما، ون وایلدر، مجموعه تلویزیونی، داستان سیندرلا، ایده‌های جالب بیکفورد شمکلر، اعجوبه فضایی و صداپیشگی در ۸ اپیزود پاندای کونگ‌فوکار،  اشاره کرد.